# Lista över bergskedjor

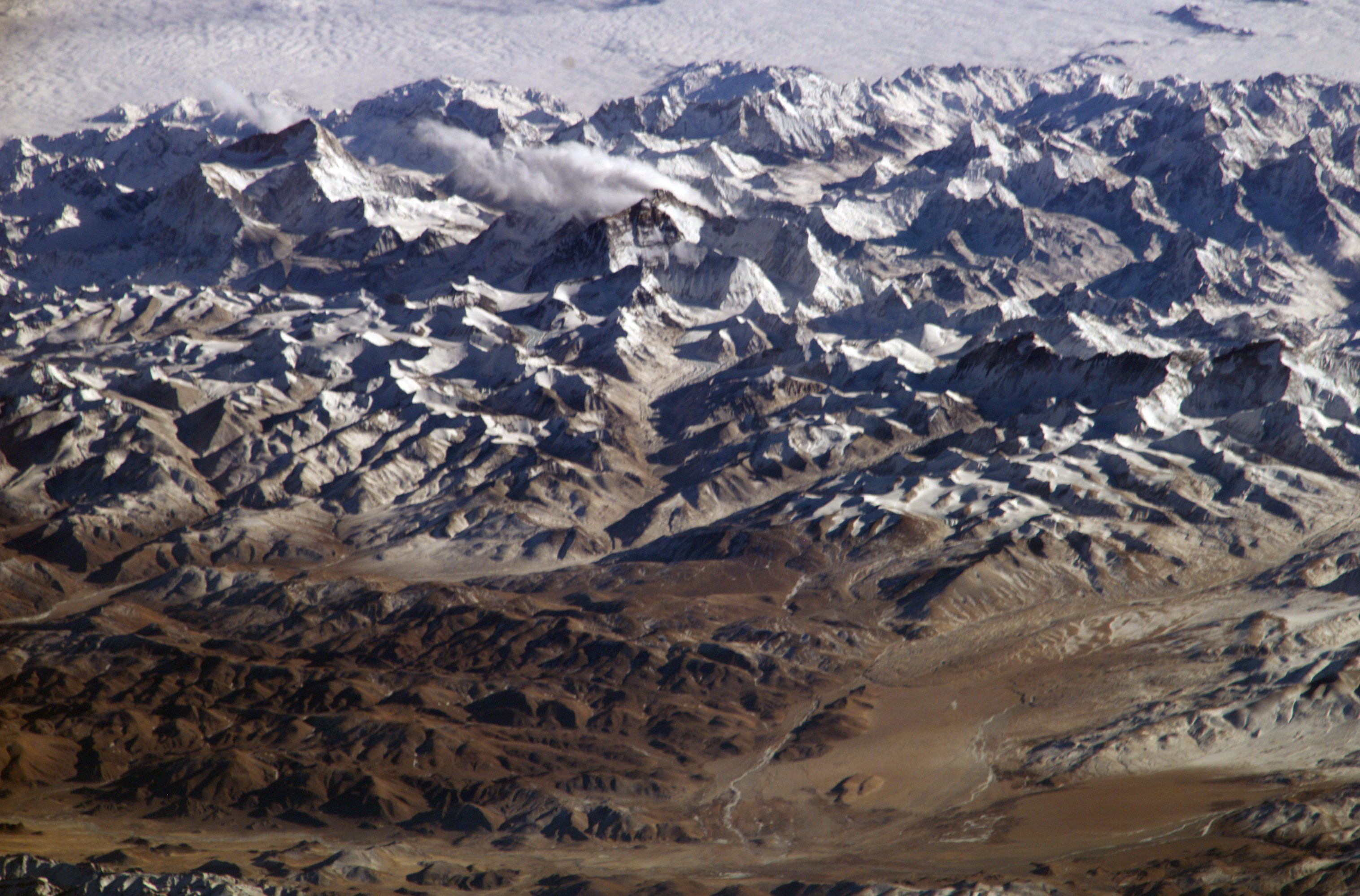
Himalaya från rymden.

Lista över världens bergskedjor och deras högsta toppar.

## Bergskedjor iAfrika
Huvudkategori: Bergskedjor i Afrika
- Ahaggar
- Atlasbergen
- Drakensberg
- Eastern Highlands (berg)
- Lebombobergen
- Livingstonebergen
- Magaliesbergen
- Ruwenzori
- Swartberg
- Tibesti
- Ulugurubergen

## Bergskedjor iAsien
Huvudkategori: Bergskedjor i Asien
- Himalaya: Mount Everest 8848 m
- Hindukush
- Kaukasus
- Pamir
- Shanbergen
  - Daen Lao
  - Karenbergen
  - Thanon Thong Chai 2565 m
- Tian Shan
- Uralbergen

## Bergskedjor iEuropa
Huvudkategori: Bergskedjor i Europa
- Alperna: Högsta topp Mont Blanc 4807 m
- Apenninerna
- Ardennerna
- Balkanbergen
- Dinariska alperna
- Jurabergen
- Karpaterna
- Kaukasus
- Penninska kedjan
- Pindosbergen
- Pyrenéerna
- Schwarzwald
- Sierra de Guadarrama
- Sierra Nevada, Spanien: Högsta topp Mulhacén 3482 m
- Skanderna
- Sudeterna
- Tatrabergen: Högsta topp Gerlachovský štít 2655 m
- Uralbergen

### Bergskedjor iSkandinavien
Huvudkategori: Bergskedjor i Skandinavien
- Skanderna: Kebnekaise 2099 m ö.h. (Sverige)
  - Romsdalsalperna, Norge
  - Sunnmørsalperna, Norge
  - Jotunheimen, Norge
  - Lyngsalpan, Norge
  - Vestnesbergen, Norge

## Bergskedjor iNordamerika
Huvudkategori: Bergskedjor i Nordamerika
- Appalacherna: Mount Mitchell 2040 m
- Klippiga Bergen: Mount Elbert 4401 m (USA)
- Sierra Nevada

## Bergskedjor iSydamerika
Huvudkategori: Bergskedjor i Sydamerika
- Anderna
- Serra do Mar
- Sierra Nevada de Mérida

## Bergskedjor iOceanien
- Mittoceaniska ryggen

## Bergskedjor iAustralien
- Blue Mountains

## Bergskedjor iNya Zeeland
- Sydalperna